# Orquestra Filarmônica de Calgary
A Orquestra Filarmônica de Calgary ouOrquestra Filarmónica de Calgary, também conhecida como CPO (em inglês, Calgary Philharmonic Orchestra) é uma orquestra canadense, baseada em Calgay, Alberta. A orquestra apresenta-se frequentemente no Jack Singer Concert Hall e é a orquestra da Ópera de Calgary e da Companhia de Balé de Alberta.

## História
A orquestra tem uma história relativamente pequena, começando em 1910, com a fundação da Primeira Sinfônica de Calgary, pelo violinista A.P. Howell. Em 1947 a Nova Sinfônica de Calgary foi formada peor Clayton Hare, com membro da Orquestra Real de Mount. Em 1955, o maestro Henry Plukker critou a Filarmônica de Alberta, que no mesmo ano fundiu-se com a Sinfônica de Calgary. O novo nome, Orquestra Filarmônica de Calgary foi escolhido. A orquestra conta com um coro de 100 membros e apresenta aproximadamente 65 concertos por temporada para mais de 100 mil pessoas.
A orquestra passou por dificuldades financeiras, tendo que cortar 20% dos salários dos músicos em 2002. Em 2003, Mike Bregazzi tornou-se o presidente da Orquestra, retirando-se do cargo em 2005. Ann Lewis é o atual presidente.
O atual diretor musical é o paulista Roberto Minczuk, que foi nomeado ao cargo em Julho de 2005. Seu contrato inicial era de 3 anos, começando na temporada 2006/7. Mélanie Léonard é o maestro residente e o maestro do coro é Timothy Shantz. Ivars Taurins é o maestro barroco residente. Mario Bernardi é o Maestro Laureado da orquestra, e Hans Graf é o diretor musical laureado.

## Diretores Musicais
- Mario Bernardi (1984-1995)
- Hans Graf (1995-2003)
- Roberto Minczuk (2006-presente)

## Gravações
- Franz Liszt Piano Concertos (Janina Fialkowska, Piano)
- Cello Concerti of Elgar & Saint-Saëns (Shauna Rolston, Cello)
- Mozart – 12 Overtures (Mario Bernardi, Conductor)
- Mendelssohn – Symphonies 1 & 5 (Mario Bernardi, Conductor)
- Schumann – Symphonies No. 1, 2, 3 & 4 (Mario Bernardi, Conductor)
- Mahler - Symphony No. 1 (Hans Graf, Music Director)